# Konrad Herbst
Konrad Herbst (* 10. Mai 1880 in Wüstfeld; † 13. Oktober 1950 in Witten) war ein deutscher Politiker (KPD).
Herbst war Bergmann und Knappschaftsältester. Vor 1921 arbeitete er als Pflegehausverwalter und Armenpfleger in Werne bei Bochum. 1930 schied er als Invalide aus dem Berufsleben aus. Er war Mitglied der KPD und für diese 1921 bis 1925 Mitglied im Provinziallandtag der Provinz Westfalen. Mai 1921 bis zu seinem Rücktritt am 13. März 1922 gehörte er dem Preußischen Staatsrat an. Nachrücker im Staatsrat wurde Friedrich Nölle.